# Ahmeek
Ahmeek è un villaggio degli Stati Uniti d'America, situato nello Stato del Michigan, nella contea di Keweenaw.